# Élection gouvernorale de 2018 au Texas
L'élection gouvernorale de 2018 au Texas a lieu le 6 novembre 2018. 
Le gouverneur républicain sortant Greg Abbott a été élu en 2014 face à la représentante de l'État démocrate Wendy Davis. Il se présente pour être réélu pour un deuxième mandat. 
Des élections primaires ont eu lieu le 6 mars. Abbott a obtenu l'investiture républicaine tandis que l'ancienne shérif du Comté de Dallas, Lupe Valdez a remporté l'investiture démocrate. Abbott est largement favori dans cet État très républicain. 
Abbott est largement réélu pour un deuxième mandat. Il réalise cependant un moins bon score qu'en 2014.

## Résultats
| Candidats                | Candidats                | Partis                   | Voix       | %     |
| ------------------------ | ------------------------ | ------------------------ | ---------- | ----- |
|                          | Greg Abbott              | Républicain              | 4 656 196  | 55,81 |
|                          | Lupe Valdez              | Démocrate                | 3 546 615  | 42,51 |
|                          | Mark Tippetts            | Libertarien              | 140 632    | 1,68  |
|                          |                          |                          |            |       |
| Votes valides            | Votes valides            | Votes valides            | 8 343 443  | 100   |
| Votes blancs et nuls     | Votes blancs et nuls     | Votes blancs et nuls     | 0          | 0     |
| Total                    | Total                    | Total                    | 8 343 443  | 100   |
| Abstention               | Abstention               | Abstention               | 7 449 814  | 47,17 |
| Inscrits / participation | Inscrits / participation | Inscrits / participation | 15 893 257 | 52,83 |